# 小花瓦莲
小花瓦莲（学名：Rosularia turkestanica）为景天科瓦莲属下的一个种。

## 扩展阅读
- 維基物種上的相關：小花瓦莲